# Thomas Corneille

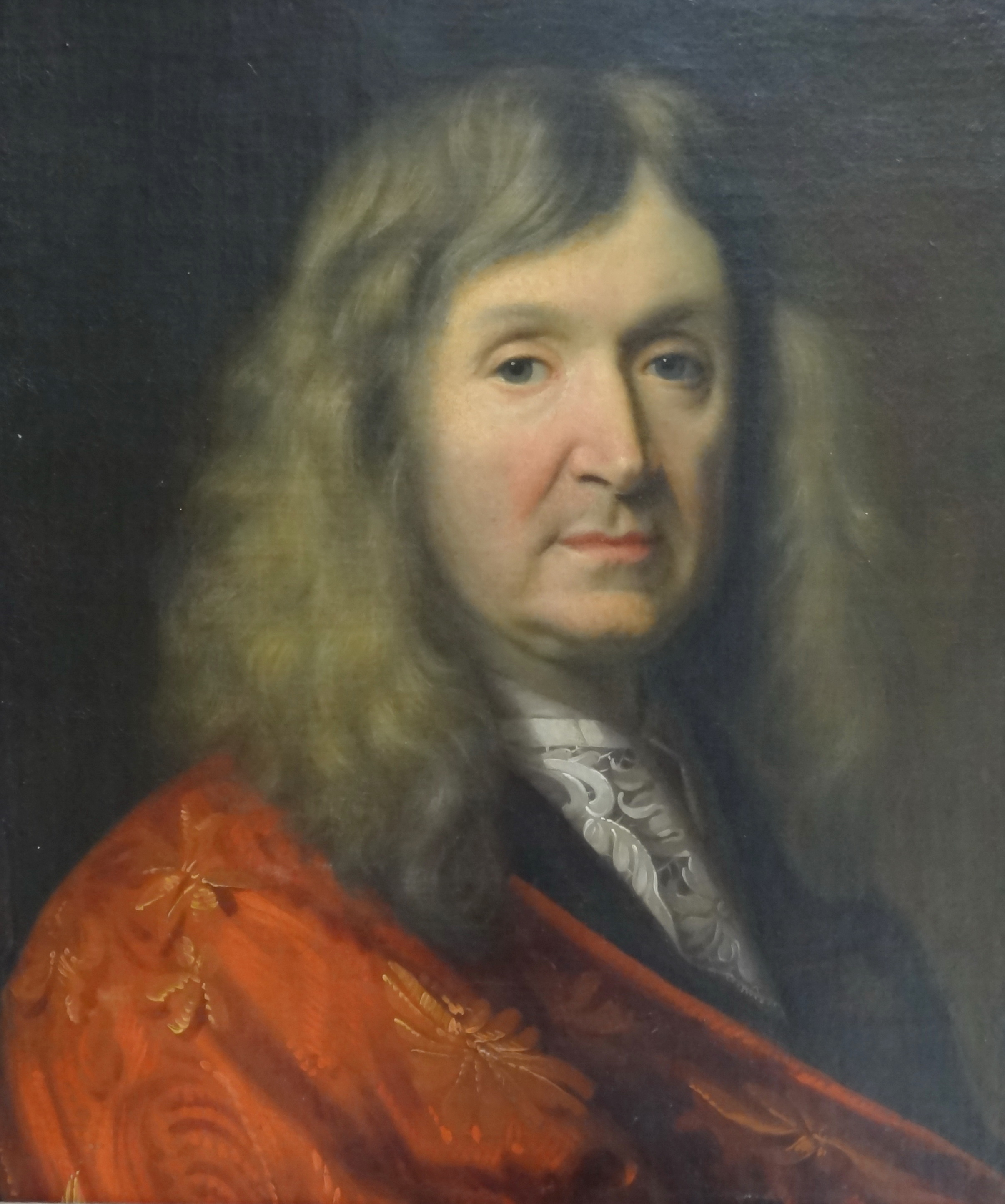
Thomas Corneille

Thomas Corneille ([tomas kornej], 20. srpna 1625 Rouen – 8. prosince 1709 Les Andelys) byl francouzský dramatik.

## Život
Thomas se narodil ve francouzském Rouenu devatenáct let po svém bratru Pierrem, řečeném „velký Corneille“. Jeho dovednost psát básně se projevila vcelku brzy, již v patnácti letech napsal hru v latině, kterou předvedl se svými spolužáky v jezuitské škole v Rouenu - Collège de Bourbon (dnešní Lycée Pierre-Corneille). Jeho první hra ve francouzštině Les Engagements du hasard byla předvedena v Burgundském paláci roku 1647 (publikována však nebyla až do roku 1656).
Po smrti bratra Pierra zaujal Thomas jeho místo ve Francouzské akademii.
V roce 1704 oslepl a získal statut „veterána“ (úřad, díky kterému měl hodnost a privilegia akademika, avšak bez povinností). Thomas však nechtěl, aby jej ztráta zraku zastavila v jeho tvorbě, a proto se snažil být i nadále literárně činný. Roku 1708 publikoval třísvazkový Dictionnaire universel géographique et historique (své poslední velké dílo). Zemřel o rok později v Les Andelys, ve věku 84 let.

## Seznam her Thomase Corneilla
- Les Engagements du hasard (1647)
- Le Feint astrologue (1648)
- Don Bertrand de Cigarral (1650)
- L'Amour à la mode (1651)
- Le Charme de la voix (1653)
- Les Illustres ennemis (1654)
- Le Geolier de soi-même (1655)
- Timocrate (1656)
- Bérénice (1657)
- La Mort de l'empereur Commode (1658)
- Stilicon (1660)
- Le Galant doublé (1660)
- Camma (1661)
- Maximian (1662)
- Persée et Démétrius (1663)
- Antiochus (1666)
- Laodice (1668)
- Le Baron d'Albikrac (1668)
- La Mort d'Annibal (1669)
- La Comtesse d'Orgueil (1670)
- Ariane (1672)
- Don César D'Avalos (1674)
- Circé (1675)
- L'Inconnu (1675)
- Le Festin de pierre (1677)
- Le Triomphe des dames (1676)
- Le Comte d'Essex (1678)
- La Devineresse	(1679)
- Bradamante (1695)